# Distrikt Quishuar
Der Distrikt Quishuar liegt in der Provinz Tayacaja in der Region Huancavelica im Südwesten von Zentral-Peru. Der Distrikt wurde am 6. März 1957 gegründet. Er besitzt eine Fläche von 32,9 km². Beim Zensus 2017 wurden  762 Einwohner gezählt. Im Jahr 1993 lag die Einwohnerzahl bei 956, im Jahr 2007 bei 942. Sitz der Distriktverwaltung ist die 3130 m hoch gelegene Ortschaft Quishuar mit 674 Einwohnern (Stand 2017). Quishuar befindet sich 20 km nordöstlich der Provinzhauptstadt Pampas.

## Geographische Lage
Der Distrikt Quishuar liegt in der peruanischen Zentralkordillere im Osten der Provinz Tayacaja. Der Distrikt liegt am linken Flussufer des Río Mantaro unterhalb der Einmündung des Río Huanchuy.
Der Distrikt Quishuar grenzt im Süden an die Distrikte Surcubamba, Andaymarca und Daniel Hernández. Im Westen, im Norden sowie im Osten wird der Distrikt Quishuar vom Distrikt Salcabamba umschlossen.